# 인천 해군기지
인천 해군기지(仁川海軍基地)는 대한민국 해군의 인천해역방어사령부가 주둔하고 있는 해군기지이다.